# Wereldbeker BMX 2024
De wereldbeker BMX 2024 begon op 10 februari in het Nieuw-Zeelandse Rotorua en eindigde op 28 april in de Amerikaanse stad Tulsa. Voor de derde keer vond er gelijktijdig aan de wedstrijden van de eliterijders een wereldbekerprogramma plaats voor beloften. 
De geplande wereldbekerwedstrijden in Papendal werden geschrapt, omdat de organisatie voorzag dat slechts een handjevol wereldtoppers naar Nederland zou komen. De wedstrijden waren een maand voor de Olympische Spelen gepland en pasten daarom niet in de voorbereiding van veel sporters.

## Mannen

#### Elite

##### Uitslagen
| Datum            | Plaats   | Eerste        | Tweede        | Derde           |
| ---------------- | -------- | ------------- | ------------- | --------------- |
| 10 februari 2024 | Rotorua  | Romain Mahieu | Joris Daudet  | Simon Marquart  |
| 11 februari 2024 | Rotorua  | Joris Daudet  | Cédric Butti  | Niek Kimmann    |
| 24 februari 2024 | Brisbane | Izaac Kennedy | Ross Cullen   | Jeremy Smith    |
| 25 februari 2024 | Brisbane | Kye Whyte     | Cédric Butti  | Carlos Ramírez  |
| 27 april 2024    | Tulsa    | Niek Kimmann  | Izaac Kennedy | Cédric Buttiy ' |
| 28 april 2024    | Tulsa    | Niek Kimmann  | Izaac Kennedy | Kamren Larsen   |

##### Eindstand
| #  | Atleet          | Land | Punten |
| -- | --------------- | ---- | ------ |
| 1  | Izaac Kennedy   | AUS  | 1787   |
| 2  | Cédric Butti    | SUI  | 1764   |
| 3  | Niek Kimmann    | NED  | 1456   |
| 4  | Kamren Larsen   | USA  | 1178   |
| 5  | Simon Marquart  | SUI  | 1172   |
| 6  | Carlos Ramírez  | COL  | 1143   |
| 7  | Joris Daudet    | FRA  | 1104   |
| 8  | Kye White       | GBR  | 1026   |
| 9  | Jérémy Rencurel | FRA  | 948    |
| 10 | Jeremy Smith    | USA  | 899    |

### Beloften

#### Uitslagen
| Datum            | Plaats   | Eerste            | Tweede            | Derde             |
| ---------------- | -------- | ----------------- | ----------------- | ----------------- |
| 10 februari 2024 | Rotorua  | Jack Greenough    | Bennett Greenough | Noah Elton        |
| 11 februari 2024 | Rotorua  | Bennett Greenough | Oliver Moran      | Joshua Jolly      |
| 24 februari 2024 | Brisbane | Jesse Asmus       | Oliver Moran      | Marco Radaelli    |
| 25 februari 2024 | Brisbane | Oliver Moran      | Marcus Leth       | Bennett Greenough |
| 27 april 2024    | Tulsa    | Jordan Callum     | Tasman Wakelin    | Joshua Jolly '    |
| 28 april 2024    | Tulsa    | Oliver Moran      | Jesse Asmus       | Jordan Callum     |

#### Eindstand
| #  | Atleet            | Land | Punten |
| -- | ----------------- | ---- | ------ |
| 1  | Oliver Moran      | AUS  | 719    |
| 2  | Bennett Greenough | NZL  | 622    |
| 3  | Jesse Asmus       | AUS  | 527    |
| 4  | Jordan Callum     | AUS  | 494    |
| 5  | Joshua Jolly      | AUS  | 460    |
| 6  | Federico Capello  | ARG  | 432    |
| 7  | Jack Greenough    | NZL  | 420    |
| 8  | James Williams    | USA  | 417    |
| 9  | Marco Radaelli    | ITA  | 370    |
| 10 | Marcus Leth       | DEN  | 306    |

## Vrouwen

#### Elite

##### Uitslagen
| Datum            | Plaats   | Eerste          | Tweede           | Derde              |
| ---------------- | -------- | --------------- | ---------------- | ------------------ |
| 10 februari 2024 | Rotorua  | Saya Sakakibara | Laura Smulders   | Beth Shriever      |
| 11 februari 2024 | Rotorua  | Saya Sakakibara | Beth Shriever    | Manon Veenstra     |
| 24 februari 2024 | Brisbane | Zoé Claessens   | Saya Sakakibara  | Manon Veenstra     |
| 25 februari 2024 | Brisbane | Zoé Claessens   | Saya Sakakibara  | Alise Willoughby   |
| 27 april 2024    | Tulsa    | Saya Sakakibara | Manon Veenstra   | Alise Willoughby ' |
| 28 april 2024    | Tulsa    | Saya Sakakibara | Alise Willoughby | Sienna Pal         |

##### Eindstand
| #  | Atleet           | Land | Punten |
| -- | ---------------- | ---- | ------ |
| 1  | Saya Sakakibara  | AUS  | 2860   |
| 3  | Manon Veenstra   | NED  | 1996   |
| 3  | Bethany Shriever | GBR  | 1880   |
| 4  | Alise Willoughby | USA  | 1488   |
| 5  | Zoé Claessens    | SUI  | 1273   |
| 6  | Molly Simpson    | CAN  | 1270   |
| 7  | Felicia Stancil  | USA  | 1134   |
| 8  | Merel Smulders   | NED  | 948    |
| 9  | Lauren Reynolds  | AUS  | 947    |
| 10 | Mariana Pajón    | COL  | 911    |

#### Beloften

##### Uitslagen
| Datum            | Plaats   | Eerste            | Tweede            | Derde          |
| ---------------- | -------- | ----------------- | ----------------- | -------------- |
| 10 februari 2024 | Rotorua  | Teya Rufus        | Ava Corley        | Jui Yabuta     |
| 11 februari 2024 | Rotorua  | Ava Corley        | Isabell May       | Teya Rufus     |
| 24 februari 2024 | Brisbane | Teya Rufus        | Isabell May       | Aiko Gommers   |
| 25 februari 2024 | Brisbane | Teya Rufus        | Isabell May       | Emily Hutt     |
| 27 april 2024    | Tulsa    | Teya Rufus        | Grecia Cristodulo | Valerie Vossen |
| 28 april 2024    | Tulsa    | McKenzie Gayheart | Sabina Koŝárková  | Sharid Fayad   |

|}

##### Eindstand
| #  | Atleet            | Land | Punten |
| -- | ----------------- | ---- | ------ |
| 1  | Teya Rufus        | AUS  | 849    |
| 2  | Isabell May       | AUS  | 651    |
| 3  | Veronika Stūriška | LAT  | 428    |
| 4  | Emily Hutt        | GBR  | 422    |
| 5  | Sabina Koŝárková  | CZE  | 379    |
| 6  | Jui Yabuta        | JPN  | 325    |
| 7  | Aiko Gommers      | BEL  | 321    |
| 8  | Teigen Pascual    | CAN  | 312    |
| 9  | Ava Corley        | USA  | 307    |
| 10 | Mariane Beltrando | FRA  | 235    |

2003 ·
2004 ·
2005 ·
2006 ·
2007 ·
2008 ·
2009 ·
2010 ·
2011 ·
2012 ·
2013 ·
2014 ·
2015 ·
2016 ·
2017 ·
2018 ·
2019 ·
2020 ·
2021 ·
2022 ·
2023 ·
2024